# Amorphinopsis heterostyla
Amorphinopsis heterostyla är en svampdjursart som först beskrevs av Jörn Hentschel 1912.  Amorphinopsis heterostyla ingår i släktet Amorphinopsis och familjen Halichondriidae. Inga underarter finns listade i Catalogue of Life.